# 神奈川県道54号相模原愛川線

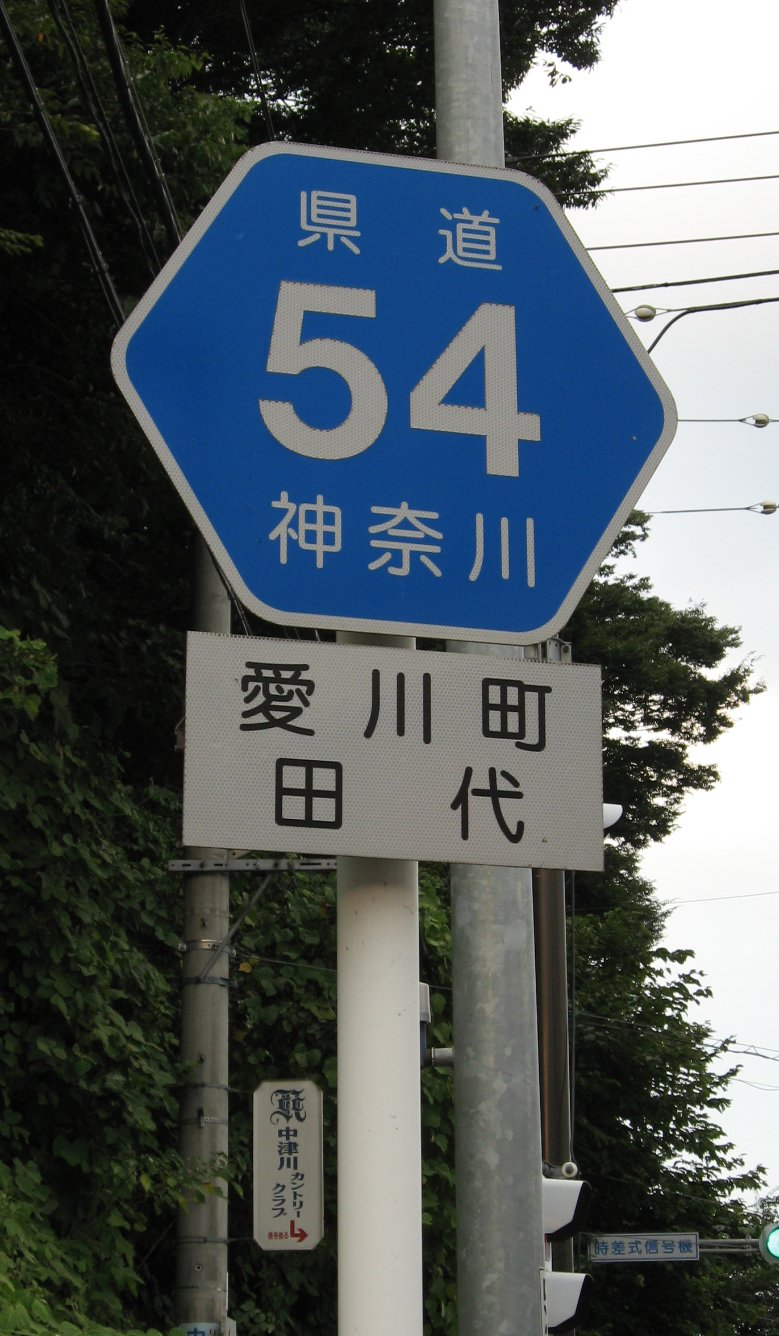
県道番号標示（愛甲郡愛川町田代）

神奈川県道54号相模原愛川線（かながわけんどう54ごう さがみはらあいかわせん）は、神奈川県相模原市と愛甲郡愛川町を結ぶ、主要地方道（県道）である。

## 重複区間
- 神奈川県道63号相模原大磯線
  - 相模原市田名 - （高田橋） - 高田橋際交差点：愛甲郡愛川町角田

## 地理
- Google マップ - 本線
- Google マップ - 支線（平山坂下交差点方面）

### 通過する自治体
- 神奈川県
  - 相模原市(中央区)
  - 愛甲郡愛川町

### 交差する道路
- 神奈川県道46号相模原茅ヶ崎線（神奈川県相模原市） - 上溝交差点
- 神奈川県道503号相模原立川線（神奈川県相模原市） - 上溝交差点
- 神奈川県道508号厚木城山線（神奈川県相模原市） - 上溝交差点
- 国道129号（上溝バイパス）（神奈川県相模原市） - 上溝バイパス交差点
- 神奈川県道48号鍛冶谷相模原線（神奈川県相模原市） - 上田名交差点
- 神奈川県道63号相模原大磯線（神奈川県相模原市 - 愛甲郡愛川町）
- 神奈川県道511号太井上依知線（神奈川県愛甲郡愛川町）
- 神奈川県道65号厚木愛川津久井線（神奈川県愛甲郡愛川町） - 箕輪交差点
- 国道412号（神奈川県愛甲郡愛川町） - 半原日向交差点・平山坂下交差点

### 周辺の施設
- 神奈川県立上溝高等学校
- 相模原市立田名中学校
- 相模メモリアルパーク
- 神奈川県立愛川高等学校
- 戸倉浄水場
- 愛川町立田代小学校

### 地形

#### 河川
- 鳩川
- 相模川
- 栗沢
- 中津川

#### トンネル
- 愛川トンネル

#### 周辺の山
- 経ヶ岳
- 仏果山
- 高取山
- 富士居山

#### 周辺の滝
- 塩川滝

### ギャラリー

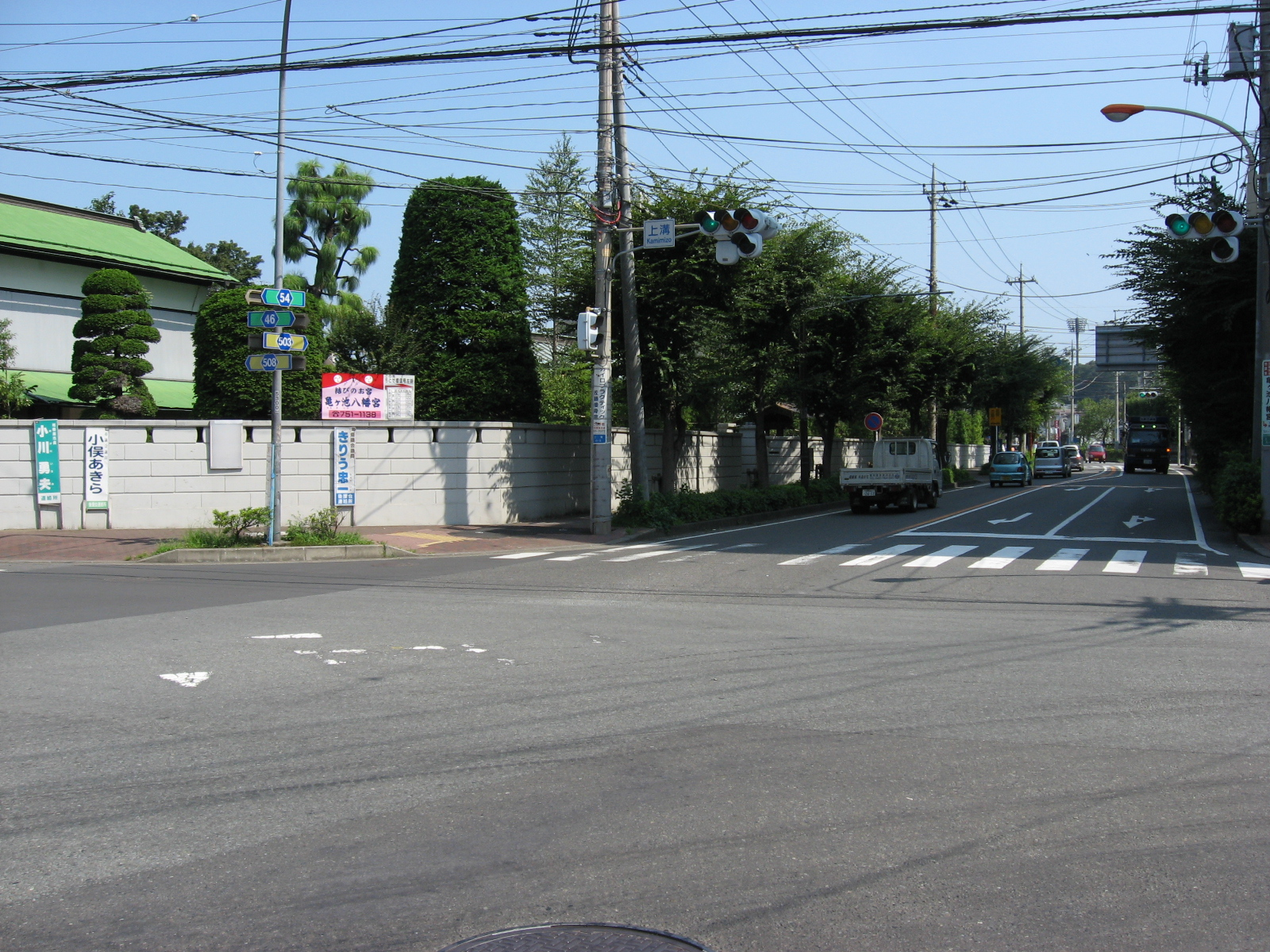
上溝交差点（起点） - ここから手前方向へ
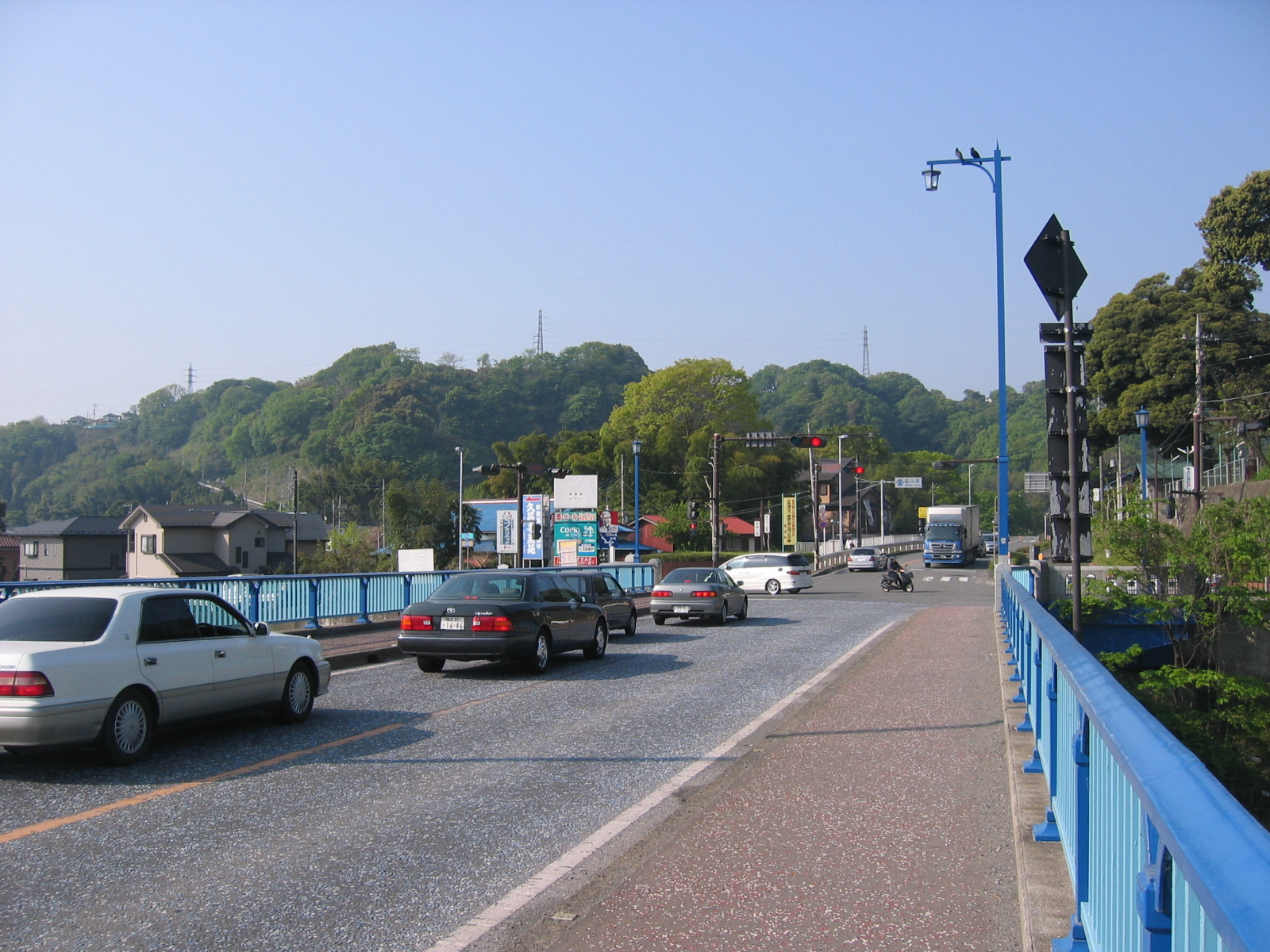
高田橋 - 手前が起点側
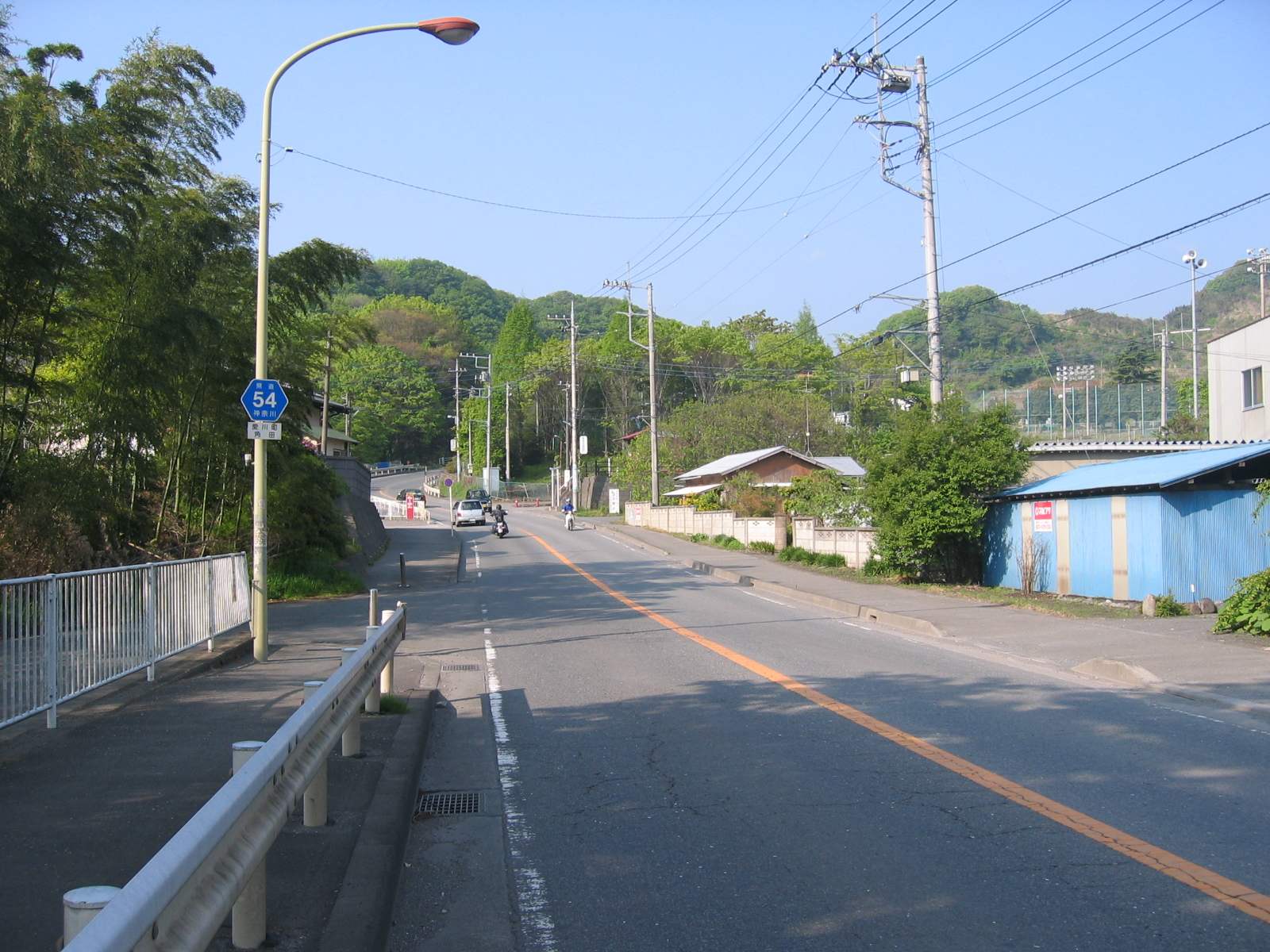
高田橋付近
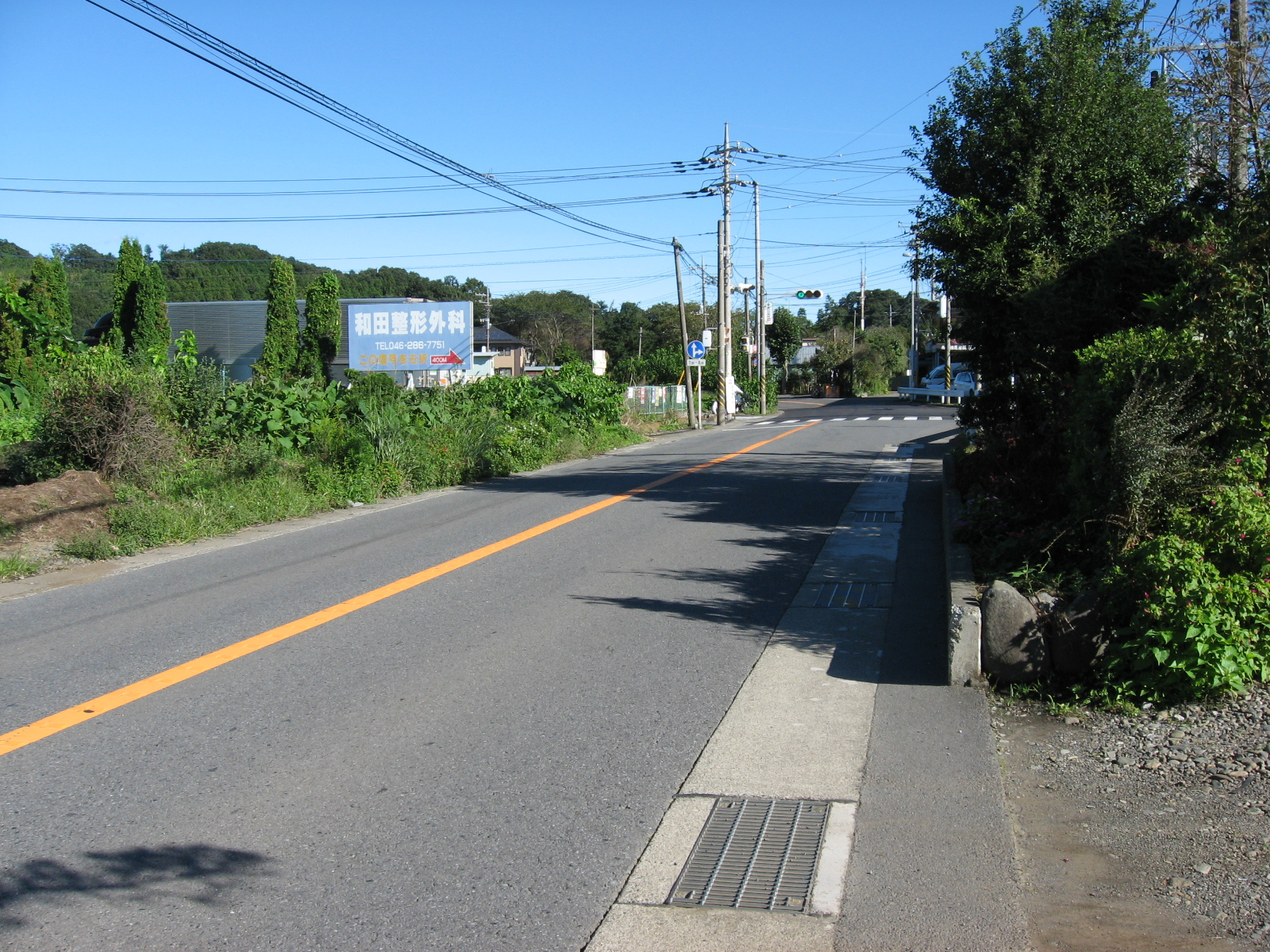
箕輪交差点から起点側へ200m程進んだ所 - 奥が起点側
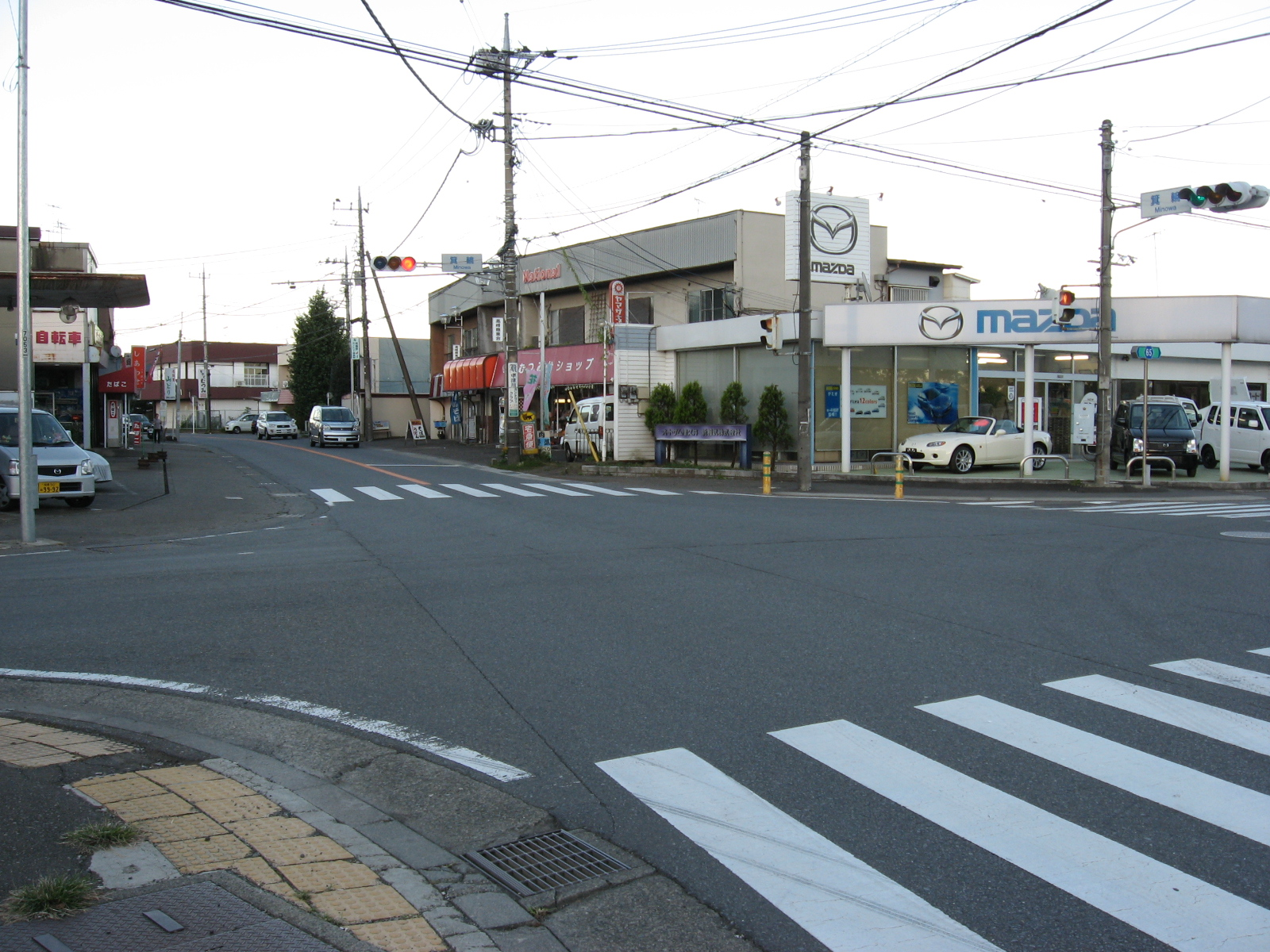
箕輪交差点 - 右が厚木方面、左が津久井方面、奥が起点方面
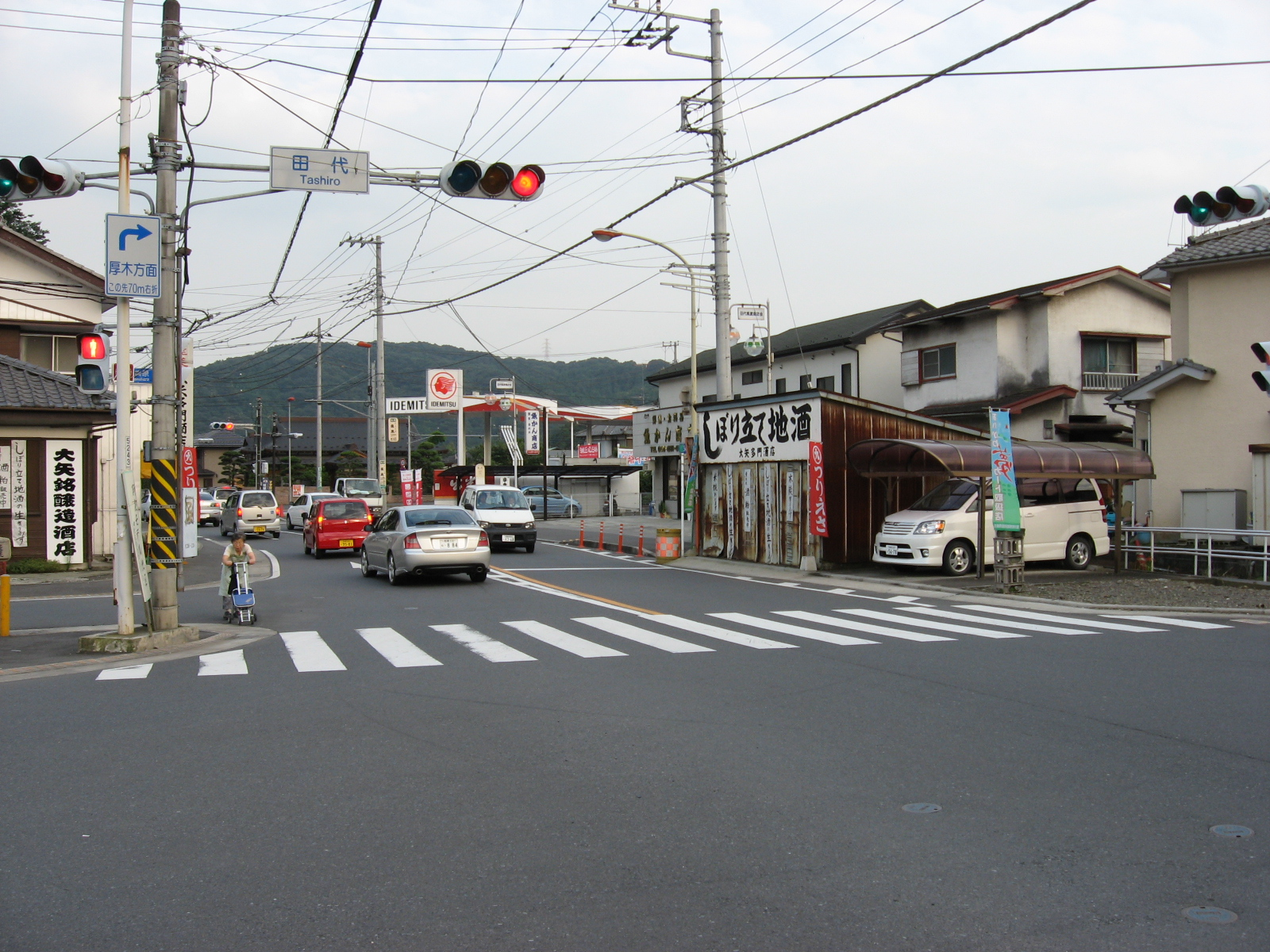
田代交差点 - 手前が半原日向交差点方面、奥の交差点右が平山坂下交差点方面、奥の交差点直進方面が上溝交差点（起点）方面
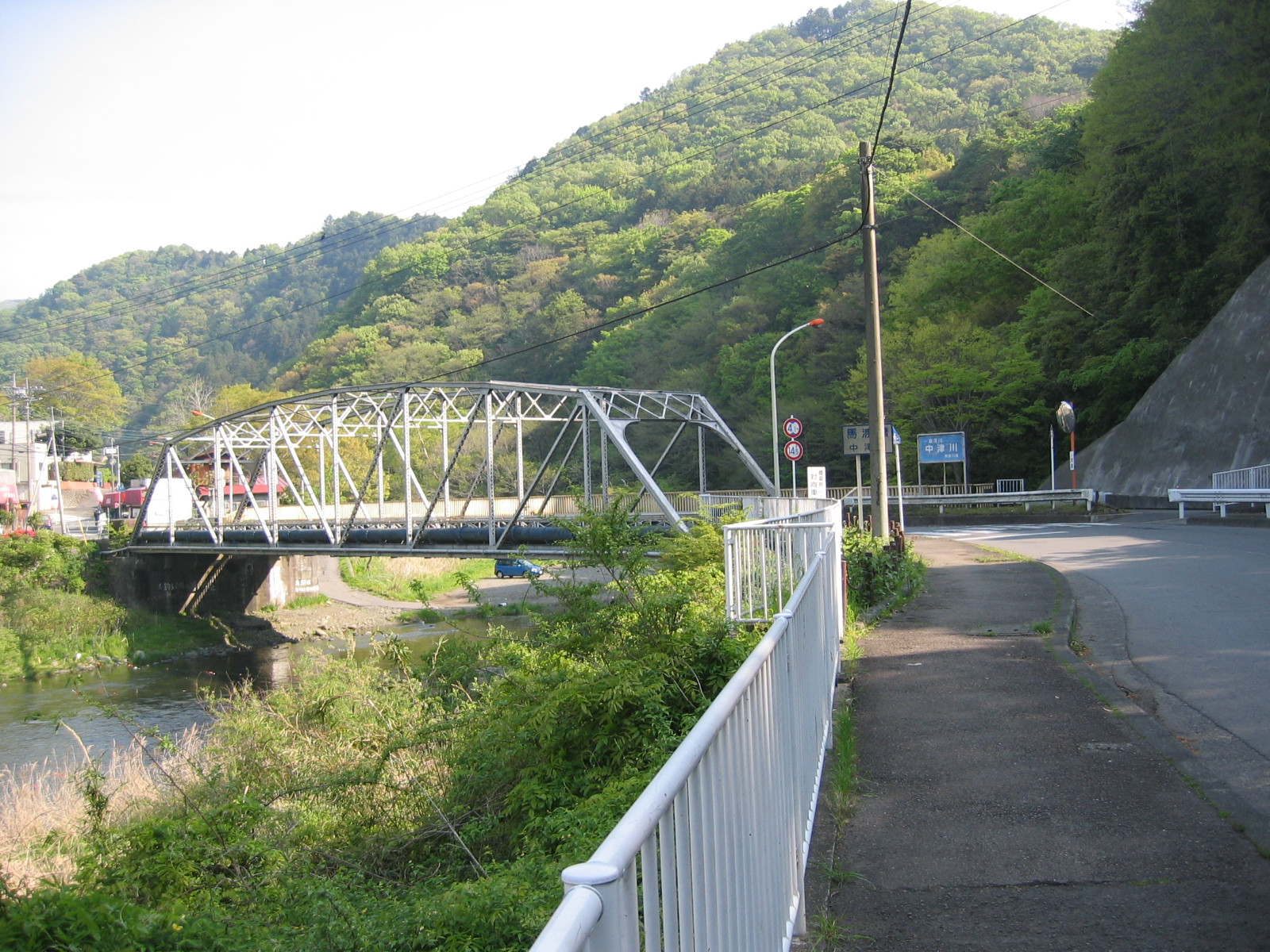
馬渡橋（旧橋） - 手前が起点側、現在は新しい橋に架け替えられた
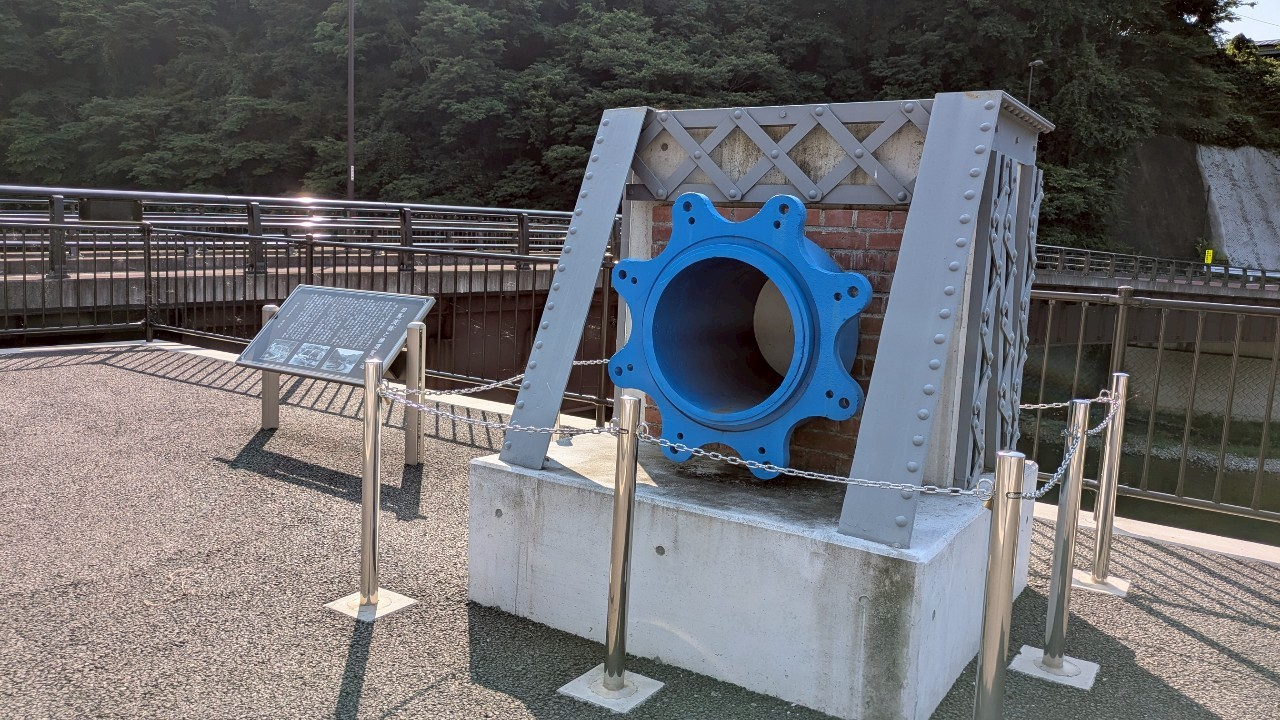
馬渡橋 横須賀軍港水道送水管オブジェ - 2018年の新橋設置により撤去後、2023年に設置された。
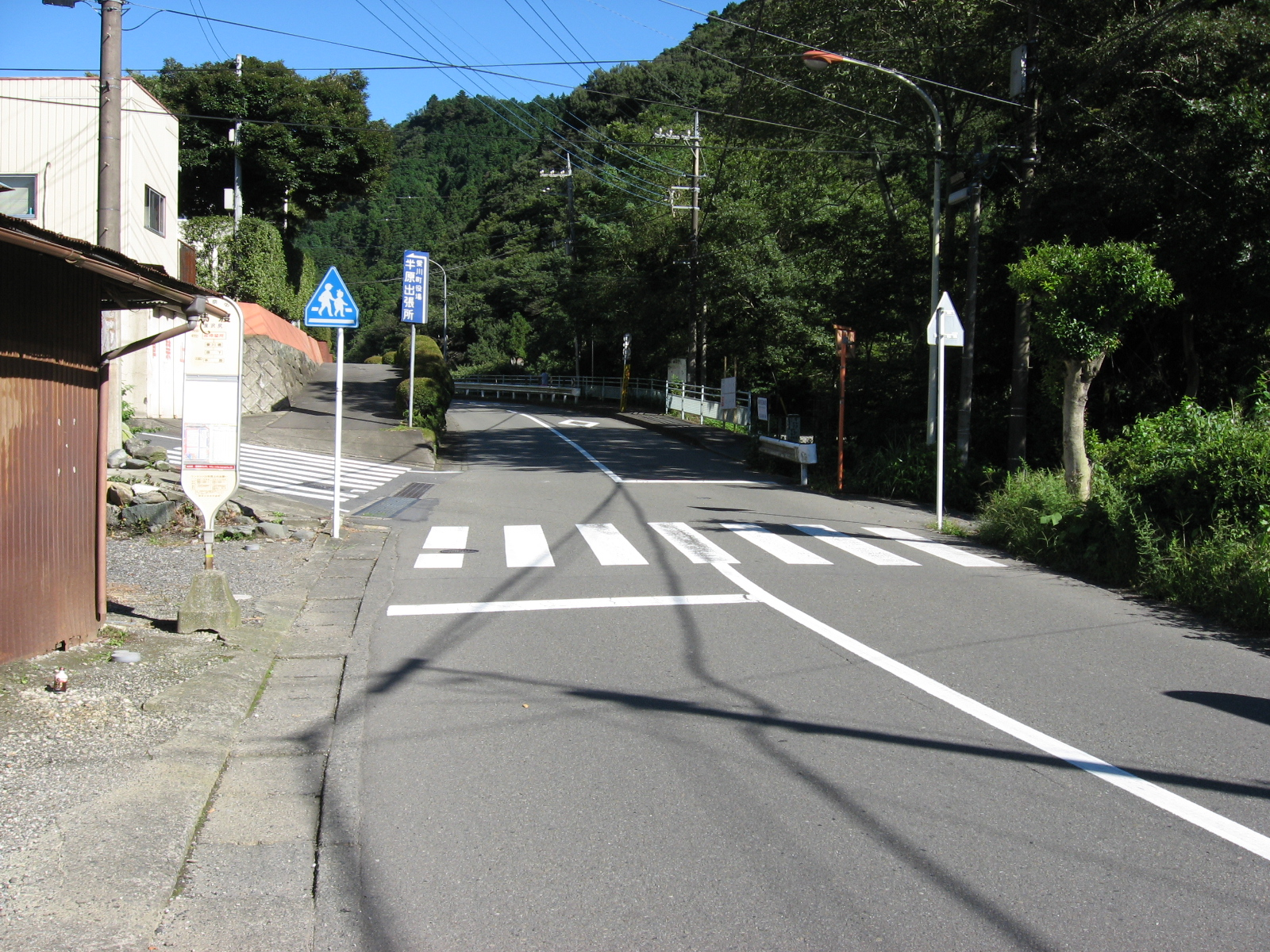
馬渡橋付近 - 手前が起点側で、左折すると馬渡大坂
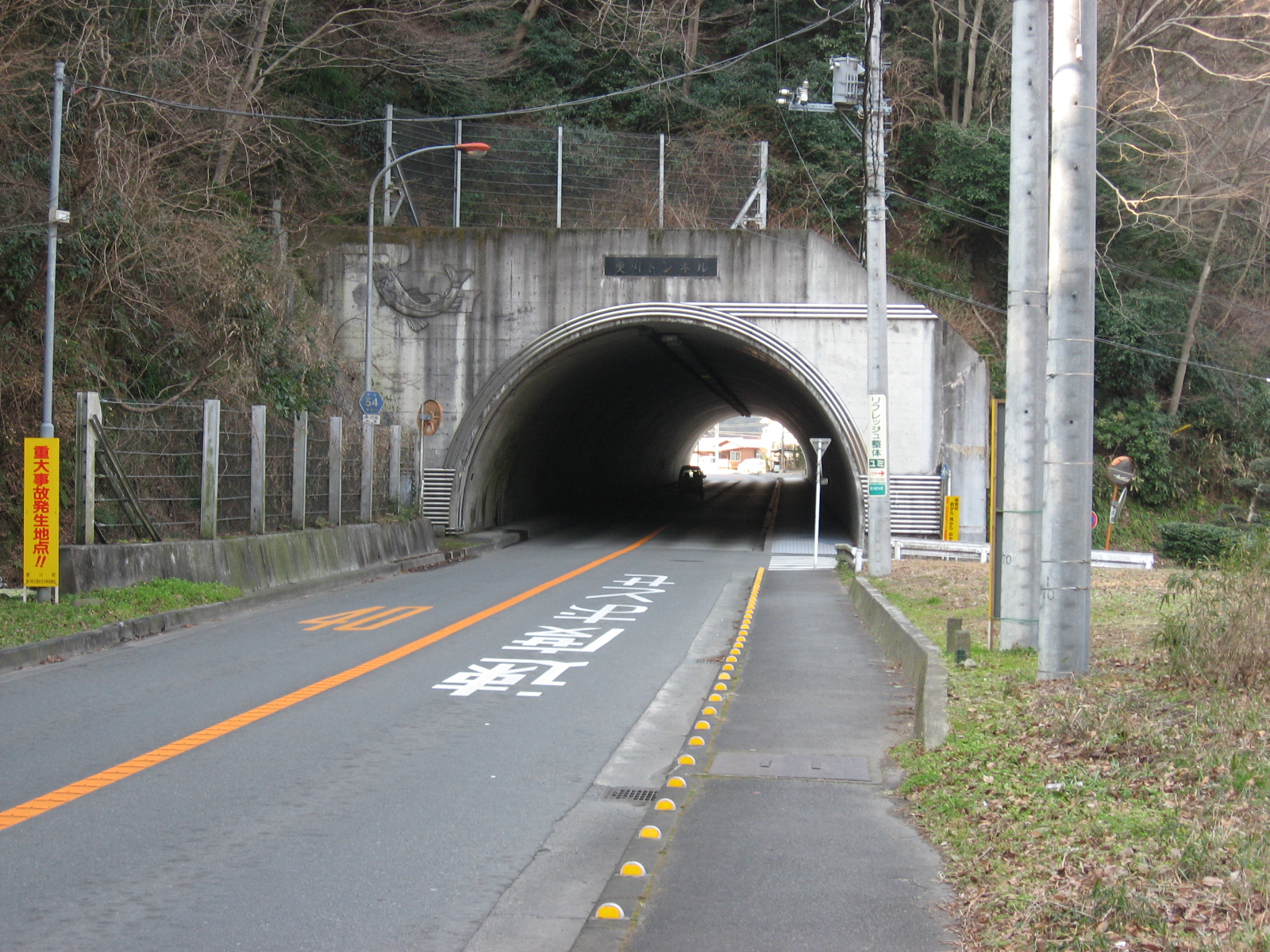
愛川トンネル - 奥が終点方面